# Saint-Dié-Formation
Die Saint-Dié-Formation ist eine sedimentäre Formation der mittleren Vogesen. Sie wurde während des Perms im obersten Rotliegend abgelagert.

## Etymologie
Die Saint-Dié-Formation, franz. Formation de Saint-Dié, wurde nach Saint-Dié benannt.

## Geographie und Geologie
Die Saint-Dié-Formation steht im Saint-Dié-Becken, im Villé-Becken, sowie weiter nördlich im Champenay-Becken, im Plaine-Becken und im Nideck-Becken an. Die beiden erstgenannten Becken sind Pull-apart-Becken, die entlang der Ostnordost-streichenden Vittel-Störung entstanden sind. Die Vittel-Störung, auch Vittel-Loubine-Lalaye-Störung (VLL), ist eine bedeutende Terrangrenze in den mittleren Vogesen, welche die Saxothuringische Zone im Norden von der Moldanubischen Zone bzw. Morvan-Vogesen-Zone im Süden abtrennt. Sie dürfte in der Bray-Störung ihre westliche Fortsetzung finden. Im Südwesten reicht die Saint-Dié-Formation bis Bruyères, im Südosten bis südlich von Orbey.

## Stratigraphie

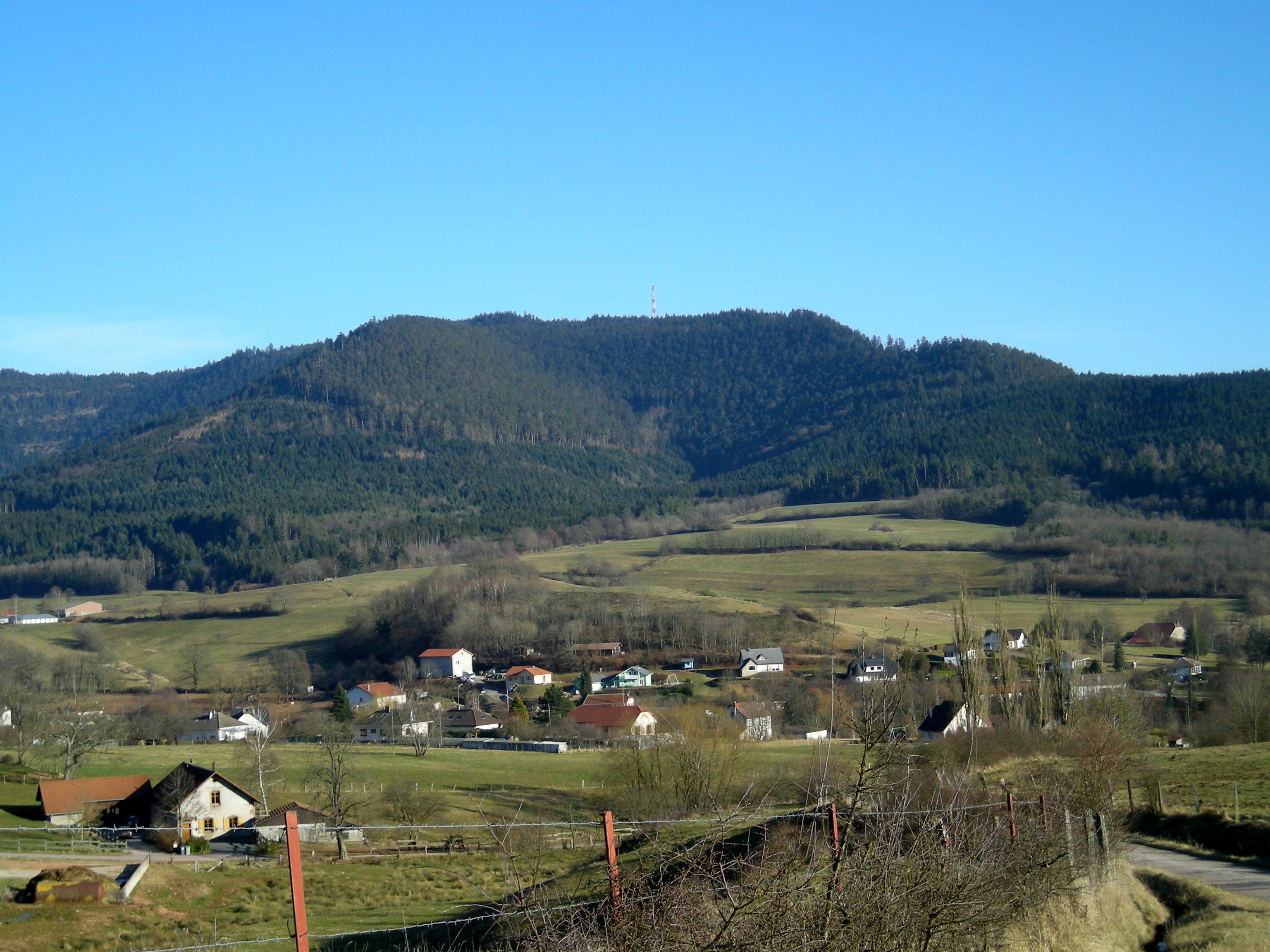
Blick von Robache auf den Ormont. Die Ortschaft liegt in der Champenay-Formation, darüber die Saint-Dié-Formation. Der Gipfelaufbau des Ormont besteht aus Buntsandstein

Die Saint-Dié-Formation ist die oberste Formation des Rotliegend in den Vogesen. Sie folgt diskordant auf die Champenay-Formation und wird ihrerseits diskordant von der untertriassischen Senones-Formation (Unterer Buntsandstein) überlagert. Welche Mächtigkeit von der Senones-Formation erosiv entfernt wurde, ist schlecht abzuschätzen, in den nördlichen Becken greift sie jedenfalls recht tief in die Saint-Dié-Formation herunter.
Die mehr als 120 Meter mächtige Saint-Dié-Formation besteht im Wesentlichen aus braunroten, arkosischen Fanglomeraten. Sie repräsentieren ehemalige alluviale Ablagerungen, die, ausgehend von den Randstörungen der Pull-aparts, die tektonischen Becken verfüllten. Die sehr geringe Korngrößenregelung der grobklastischen Sedimente und fehlende Schichtung lassen auf verflüssigte Massentransporte (engl. grain flows und debris flows) im Meterbereich schließen. Die einzelnen Transportpakete werden von relativ dünnen, kontinuierlichen Siltlagen abgeschlossen, die auf ein anschließendes Auswaschen durch fließendes Wasser hindeuten.
Die mitgeschleppten Gerölle bestehen aus Graniten, Vulkaniten und detritischen Sedimentgesteinen des Devons, des Unterkarbons und des Perms. Diese Gerölle sind nur wenig abgerundet, ihr Transport dürfte daher nur einige Kilometer betragen haben. Mit Annäherung an die Randstörungen (Paläoreliefs) nimmt Größe und Eckigkeit der Geröllfraktion spürbar zu.
Die Geröll- und vor allem die Sandfraktion führen aber auch deutlich abgerundete Elemente, die auf eine teilweise Wiederaufarbeitung bereits zuvor abgelagerter Formationen schließen lassen.
Die reichhaltige, siltig-tonige Matrix kann stellenweise durch einen, die Tonfraktion ersetzenden, dolomitischen Zement verhärtet sein, was dem Gestein dann einen hellen Farbton verleiht.
Vorwiegend im unteren Abschnitt der Saint-Dié-Formation finden sich Lagen mit dolomitischen Krusten, so genannten Dolcretes oder Dolocretes, die pedogenen Ursprungs sein dürften. Die Krusten können mehrere Meter mächtig werden. Sie enthalten mikrokristalline Kieselknollen aus Chalzedon und Karneol. 
Mehrere Stadien der Bodenbildung lassen sich beobachten. Vertikal orientierte Knollen wurden wahrscheinlich von Wurzelrhizomen verursacht. Die subhorizontalen Bildungen sprechen hingegen für längere Sedimentationspausen. In den dickeren Krusten lassen sich ferner mehrere Wachstumsphasen erkennen. Außerdem enthalten sie des Öfteren rote Karneollagen.
Zwei dieser horizontalen Krustenlagen sind erstaunlich aushaltend. Die erste liegt an der Basis der Formation und wurde auf Fluorit abgebaut. Bei ihr wird angenommen, dass sie aus lakustrinen oder palustrinen Kalklagen hervorgegangen ist. Die zweite Lage im Hangenden der Formation, tritt in sämtlichen Becken auf.
Zwischen den horizontalen Krustenlagen finden sich hier und dort auch noch vereinzelte, strukturlose Dolomitlinsen, die recht mächtig werden können und deren Interpretation schwierig ist.

## Alter
Absolutalter für die Saint-Dié-Formation sind nicht bekannt. Als letzte Rotliegendformation dürfte sie aber dem Guadalupium angehören und ein Alter von rund 265 Millionen Jahren BP besitzen.